# Phyllodromica tenebricosa
Phyllodromica tenebricosa är en kackerlacksart som beskrevs av Bohn 1999. Phyllodromica tenebricosa ingår i släktet Phyllodromica och familjen småkackerlackor.
Artens utbredningsområde är Spanien. Inga underarter finns listade i Catalogue of Life.